# Pamětní sloup Karlovarského Wandererklubu
Pamětní sloup Karlovarského Wandererklubu se nachází v lázeňských lesích města Karlovy Vary mezi lesní vycházkovou Odpolední stezkou a Slovenskou ulicí. Byl sem přemístěn společně s pamětní deskou se znakem klubu v roce 1932.

## Historie
První turistický klub Karlsbader Wanderer Club byl v českých zemích založen 25. března 1862.

### Pamětní sloup klubu
Dne 17. května 1874, po dvanácti letech existence klubu, byl jeho přičiněním na vycházkové cestě nad restaurací Sanssouci (později Galerie umění) odhalen kamenný pamětní sloup.

### Pamětní deska se znakem klubu
Dne 9. dubna 1881 došlo na skále proti tehdejšímu Kaiserparku (později Gejzírpark) k odhalení železné pamětní desky s litinovou iniciálou Wandererklubu „W“ a datem založení. Otvory pro upevňovací kotvy jsou ve skále stále patrné.

### Společná instalace
Sloup i deska byly v roce 1932 u příležitosti 70. výročí trvání klubu přemístěny na společné stanoviště k Odpolední stezce nad bývalým Kaiserparkem. Současně byl z nedaleké skály na zděný kamenný podstavec sloupu přemístěn litinový znak Wandererklubu s iniciálou „W“ a datem založení klubu 1862.

## Popis současného pomníku
Pomník v podobě kamenného sloupu zakončeného abakem a koulí se nachází v karlovarských lázeňských lesích mezi lesní vycházkovou Odpolední stezkou a Slovenskou ulicí u bývalého Gejzírparku (Kaiserparku). Sloup stojí na zděném kamenném podstavci. Na nízkém soklu je patrný německý nápis  a rok přemístění 1932.
Z bývalého litinového znaku Wandererklubu „W“ na zadní straně podstavce se zachovalo jen nepatrné torzo.

## Galerie

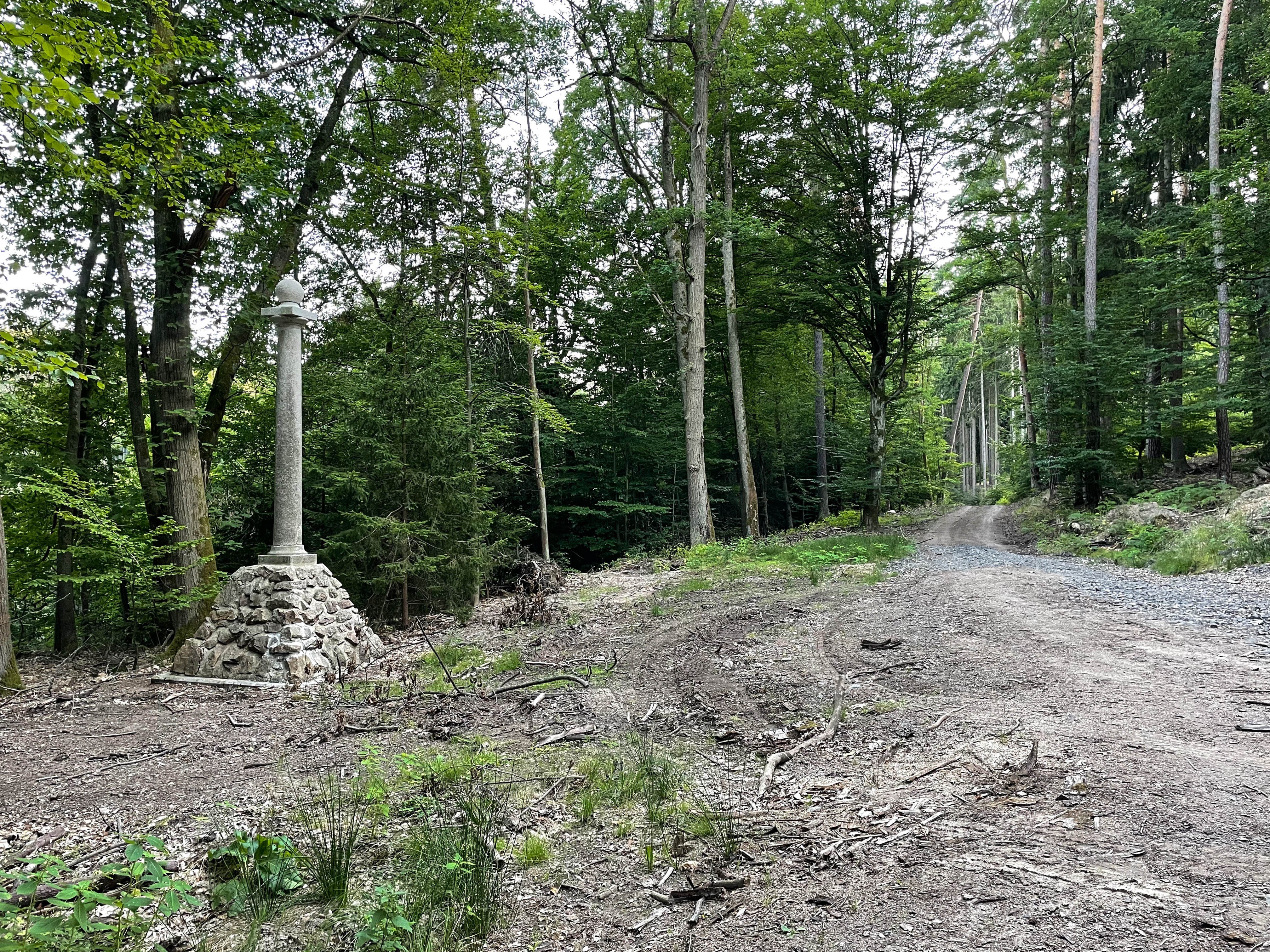
Pohled na pomník u Odpolední stezky ze severní strany
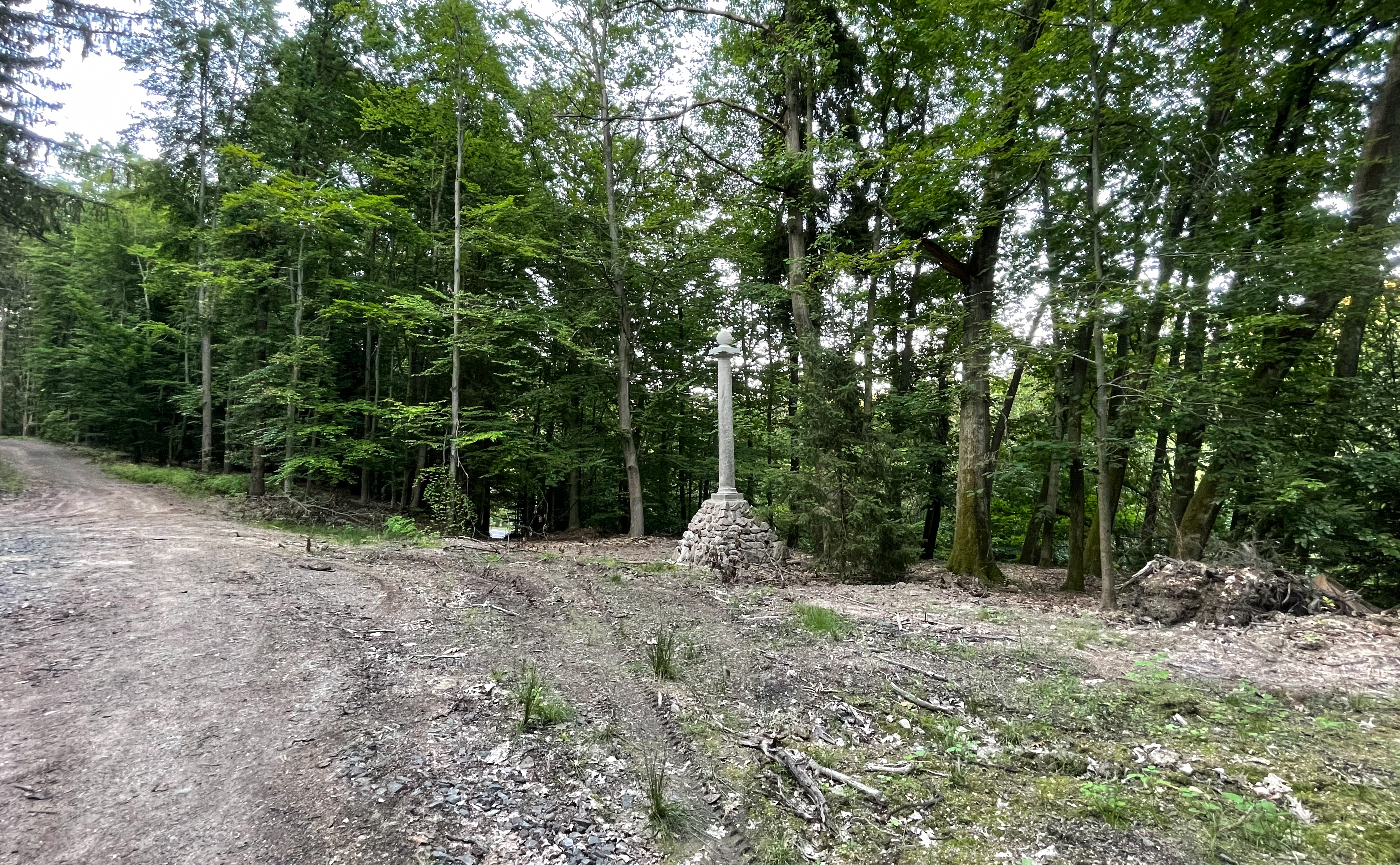
Pohled na pomník u Odpolední stezky z jižní strany
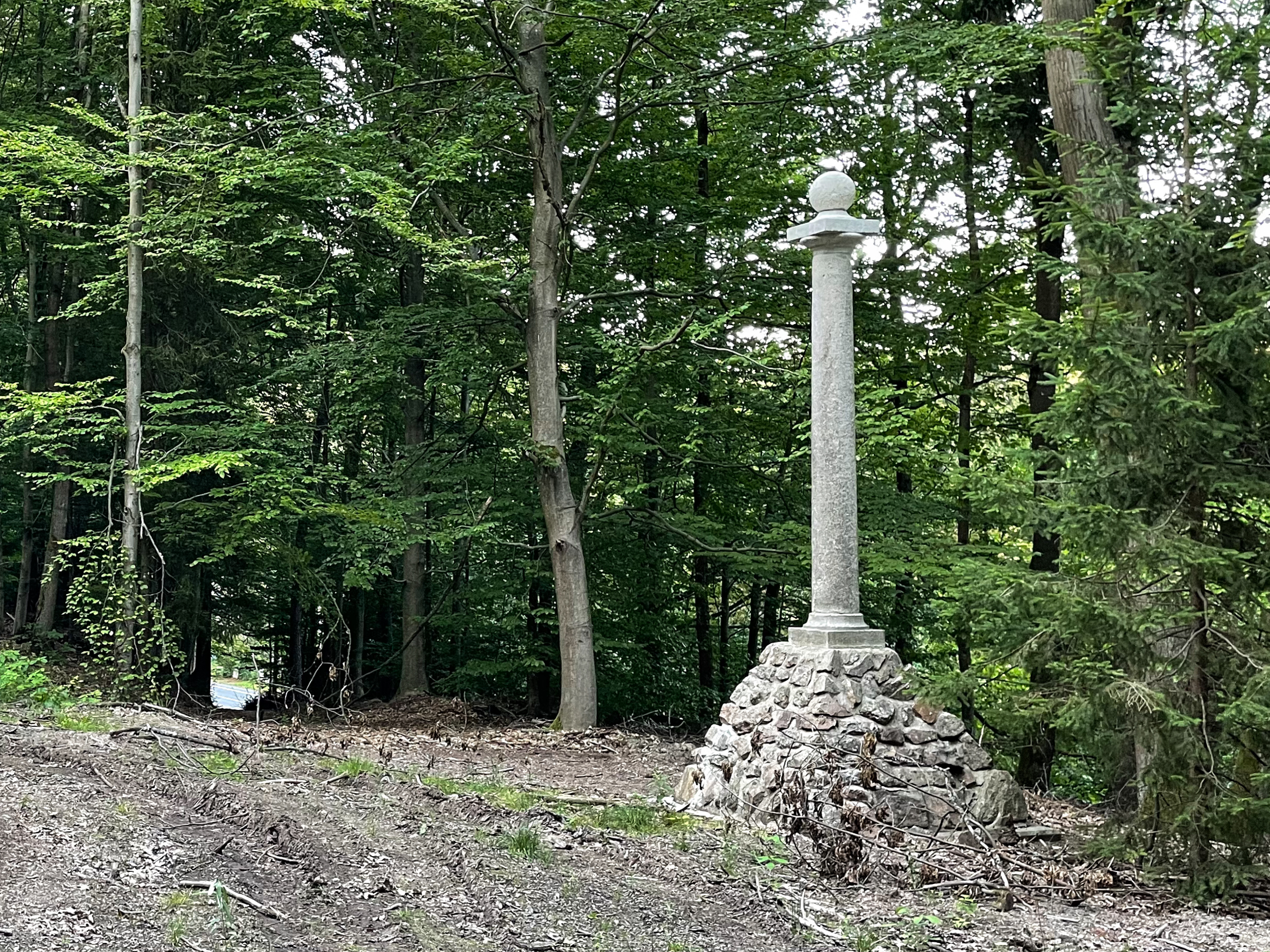
Pohled na pomník z jižní strany s cestou směrem na silnici (Slovenská ulice)
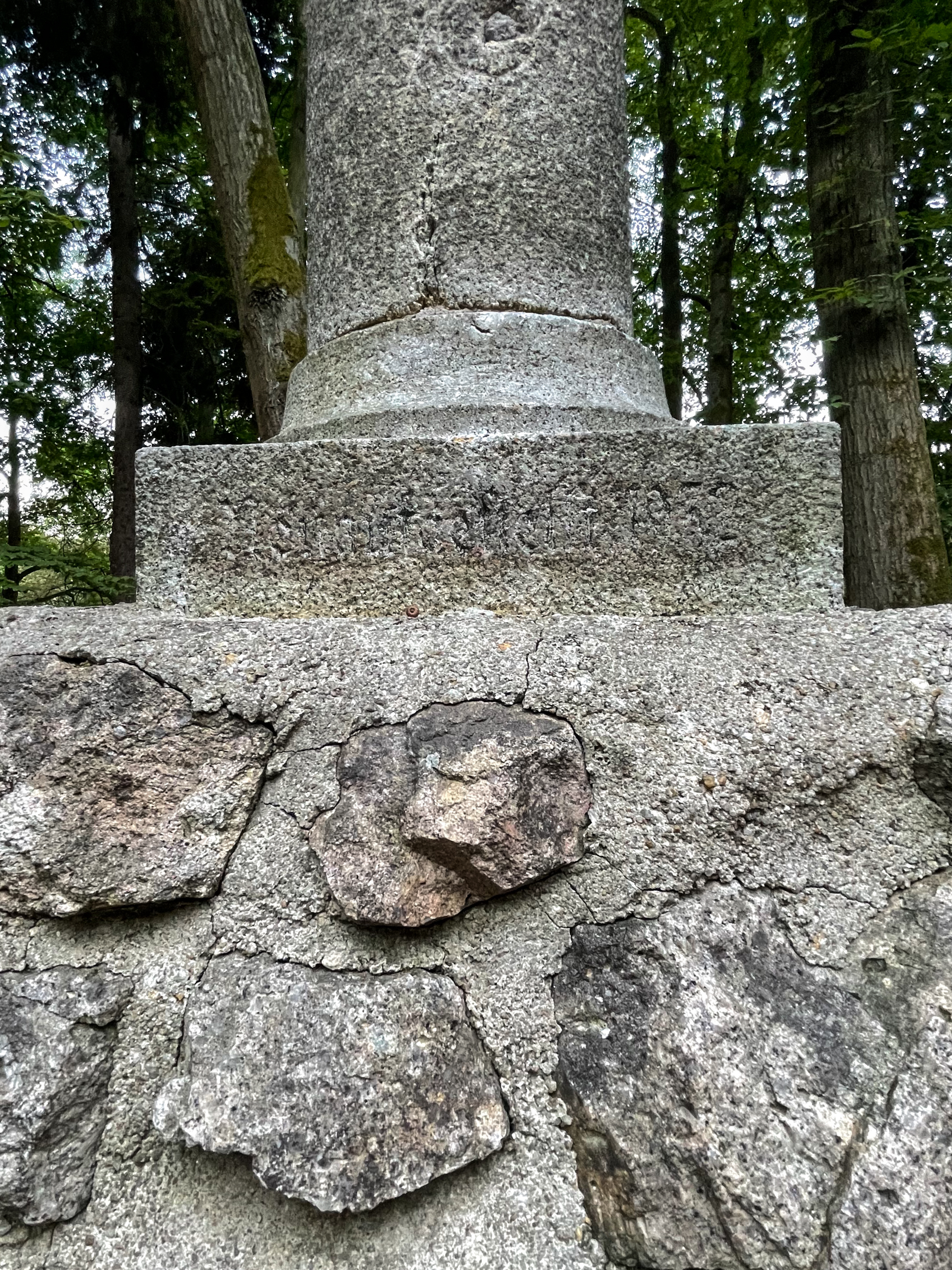
Nápis  na soklu pamětního sloupu udává datum přemístění 1932
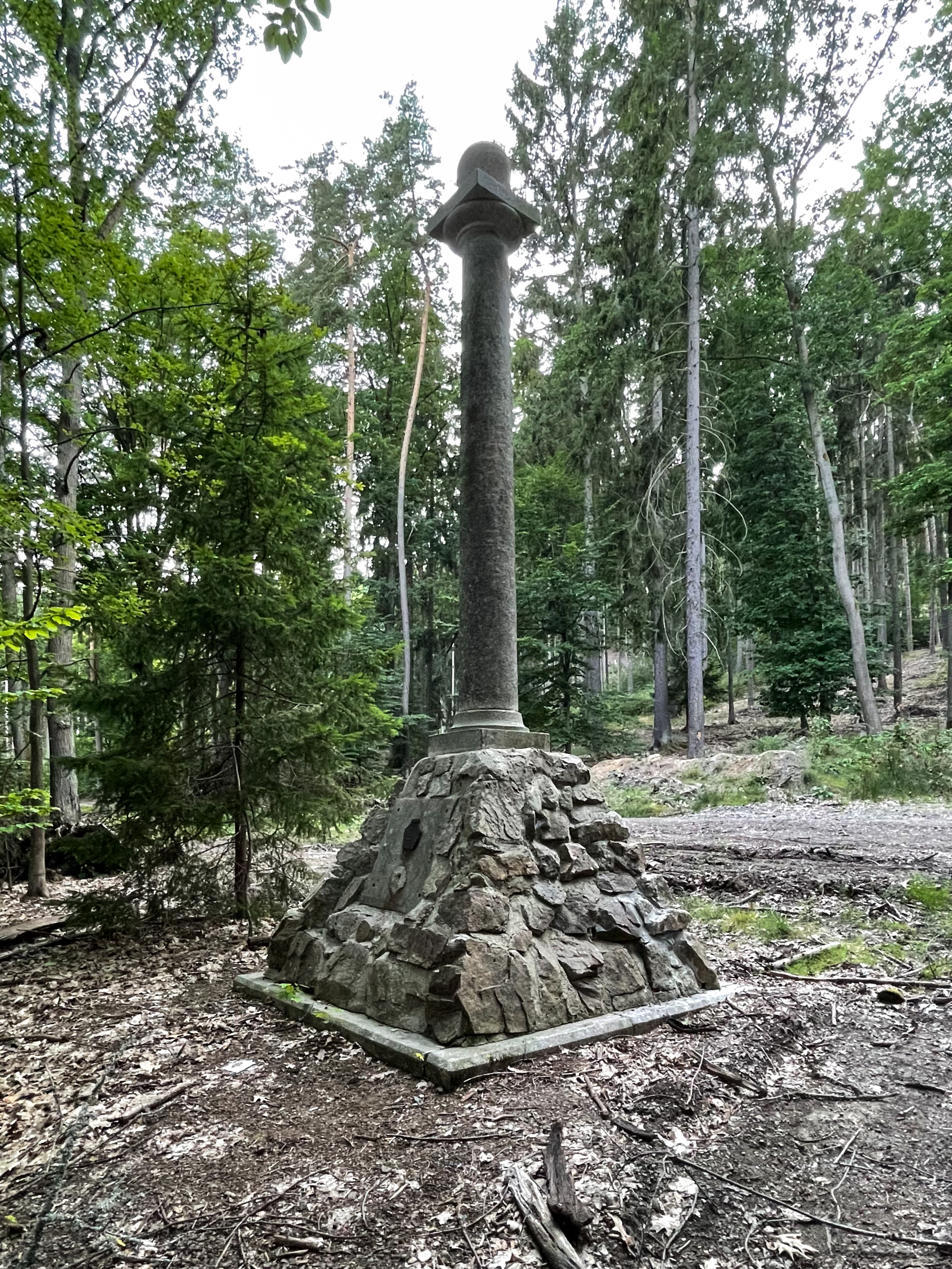
Pohled na pomník z východní strany s torzem znaku „W“
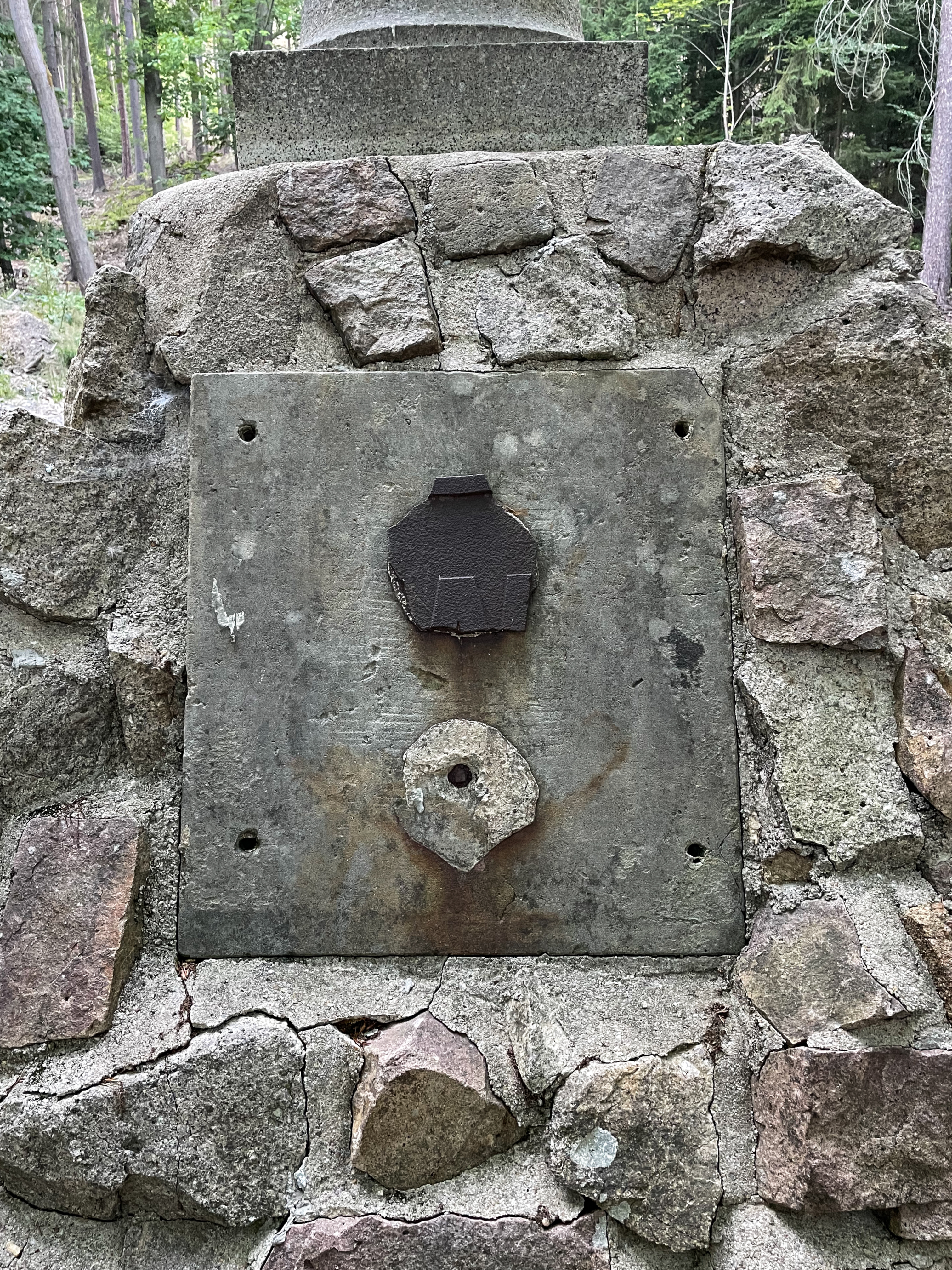
Torzo znaku Karlsbader Wanderer Club – „W“